# Дело Башнефти

Дело Башнефти — конфликт между госкорпорацией «Роснефть» и частной российской компанией АФК «Система» по поводу «реорганизации» компании Башнефть в период владения ею АФК «Система». 3 мая 2017 года компании НК «Роснефть» и АНК «Башнефть» подали иск к АФК «Система» и её дочерней компании «Система-Инвест» о взыскании 106,6 млрд руб. убытков, якобы понесенных истцами в связи с реорганизацией Башнефти в 2013—2014 годах, когда её основным акционером была АФК «Система». Позднее сумма требований возросла до 170,6 млрд руб. Новость об иске обвалила котировки акций частной корпорации АФК «Система».

## Основные события
24 сентября 2014 года АФК «Система» был предъявлен гражданский иск об истребовании в собственность Российской Федерации всех принадлежащих Корпорации акций ПАО АНК «Башнефть».
7 ноября 2014 года Арбитражный суд г. Москвы удовлетворил предъявленный иск на основании нарушений, допущенных при изначальной приватизации ПАО АНК «Башнефть». АФК «Система» была признана добросовестным покупателем и получила право истребовать убытки с продавца.
12 ноября 2014 года Совет директоров АФК «Система» после тщательного рассмотрения вопроса принял решение не подавать апелляцию на решение суда и обратиться с иском о взыскании убытков с продавца актива — ООО «Урал-Инвест».
В декабре 2014 года АФК «Система» передала все принадлежавшие ей акции ПАО АНК «Башнефть» государству.
В феврале 2015 года Арбитражный суд г. Москвы удовлетворил иск АФК «Система», признав Корпорацию добросовестным покупателем и постановив взыскать с ответчика убытки.
В марте 2015 года АФК «Система» и ООО «Урал-Инвест» заключили мировое соглашение, по которому Корпорация получила компенсацию в размере 46,5 млрд руб. за вычетом социальных инвестиций в Республику Башкортостан в размере 10 % от этой суммы.
В третьем квартале 2015 года АФК «Система» дополнительно получила от ООО «Урал-Инвест» денежные средства и финансовые инструменты на общую сумму 12,9 млрд рублей в счет компенсации убытков, которые возникли в результате изъятия акций ПАО АНК «Башнефть».
В мае 2017 года госкорпорация «Роснефть», которая приобрела акции «Башнефти» в ходе приватизации в 2016 году, подала иск к АФК «Система» на сумму 170 млрд рублей, обвиняя в причинении убытков в ходе ряда реорганизаций «Башнефти» за время владения компанией с 2010 по 2014 гг. Судебный процесс вызывает у экспертов и аналитиков массу вопросов.

## Предыстория
В 2005 году АФК «Система» за $600 млн купила блокирующие пакеты акций шести предприятий башкирского ТЭК: «Башнефть», «Уфаоргсинтез», «Новойл», «Уфанефтехим», Уфимский НПЗ и «Башкирнефтепродукт». В 2009 году корпорация приобрела контрольные пакеты акций башкирских предприятий за $2 млрд, а затем консолидировала их на базе «Башнефти». При этом контрольный пакет нефтяной компании «Системе» принадлежал напрямую, блокирующий — через компанию «Система-Инвест», в которой у АФК был 51 %, а оставшиеся 49 % принадлежали Башнефти.
В декабре 2014 года «Башнефть» перешла в собственность Росимущества, так как приватизационные сделки «Башнефти» 2002 года, к которым АФК «Система» не имела отношения, были признаны незаконными. АФК «Система» впоследствии была признана добросовестным приобретателем актива с присуждением компенсации убытков, оцененных в 70,6 млрд. руб. от продавца («Урал-Инвест»). По условиям мирового соглашения, заключенного после подачи Урал-Инвестом на банкротство, объем взыскания был уменьшен до 46,5 + 12,9 млрд рублей, из которых 4,6 млрд «Система» обязалась вложить в благотворительные проекты фонда "Урал", а 909 млн рублей оказались безотзывным депозитом в обанкротившемся в следующем году Внешпромбанке.
6 октября 2016 года правительство России за подписью вице-премьера Медведевавыпустило директиву, утверждённую ранее Шуваловым, предписавшую совету директоров «Роснефти» на последующем заседании голосовать за покупку 50,0755 % акций «Башнефти». При этом до 15 октября было необходимо получить одобрение всех регуляторов и подписать договор о купле-продаже акций «Башнефти», цена покупки не должна превысить 330 миллиардов рублей. Среди других претендентов на госпакет назывались «Лукойл», «Татнефть» и «Независимая нефтегазовая компания». В октябре того же  года в рамках новой приватизации «Роснефть» приобрела 50,08 % акций Башнефти за 329,7 млрд рублей, а блокпакет был передан Башкирии.

## Роснефть и Башнефть v. АФК «Система» в Арбитражном Суде Башкортостана
15 мая в картотеке Арбитражного суда появилась информация о получении иска «Роснефти» и «Башнефти» к АФК «Система» на 106,6 млрд рублей и принятии его к производству, предварительное слушание по делу было назначено на 6 июня, а судьей назначена Ирина Нурисламова. Как пояснили в Роснефти, что «суть иска в том, что в результате некоторых административных действий — проведенных реорганизаций — были выведены активы».
23 мая «Роснефть» подала в Арбитражный суд Башкирии ходатайство об увеличении суммы иска до 170,6 млрд рублей с учетом корректировки на изменение курса рубля к доллару США с момента проведения реорганизации Башнефти.
К иску также присоединилось правительство Башкирии (владеет 25 % в «Башнефти»).
По итогам предварительного слушания суд увеличил сумму иска со 106,6 млрд до 170,6 млрд рублей, удовлетворил ходатайство о присоединении к иску Министерства земельных и имущественных отношений Башкирии в качестве соистца и отказал АФК «Система» в привлечении Росимущества к рассмотрению иска «Роснефти» в качестве третьего лица на стороне ответчика.
20 июня в базе арбитражных дел Башкирского суда был зарегистрировано ходатайство об отказе «Башнефти» и «Роснефти» от иска к АФК «Система». Представитель «Роснефти» сказал, что компании ходатайство не подавали, а его появление назвал «недоразумением». Позднее суд объяснил публикацию «фальшивого» документа «техническим сбоем», однако нескольких минут с момента появления ходатайства до его отзыва «Роснефтью» хватило для того, чтобы акции АФК «Система» сначала подорожали на 16 % до 148,2 млрд рублей, а затем снова подешевели — на 7 % до 134,7 млрд. В связи с этим АФК «Система» попросила ЦБ РФ провести расследование по факту попытки манипулирования рынком после ситуации с поддельным письмом в Арбитражный суд Башкирии.
21 июня АФК «Система» обжаловала вступление Башкирии в дело с «Роснефтью». Продолжая настаивать на абсурдности предъявляемых обвинений, АФК «Система» обратилась к Роснефти с предложением урегулировать иск во внесудебном порядке путем привлечения независимого аудитора (компании из «большой четверки») для оценки действий корпорации при реструктуризации «Башнефти» в 2014 году, результатов проведенной реорганизации и «финансовых последствий этой реорганизации для нефтяной компании», чтобы «достоверно и беспристрастно определить наличие каких-либо убытков».
Руководство «Роснефти», ранее допустившее возможность мирового соглашения, отвергло предложенный механизм урегулирования спора с привлечением третьей стороны, потребовав в качестве обеспечительной меры арестовать принадлежащие АФК «Система» и «Система-инвест» 31,76 % акций в уставном капитале ПАО «МТС», 100 % акций в уставном капитале АО «Группа компаний „Медси“» и 90,47 % акций в уставном капитале АО «БЭСК».
27 июня состоялось первое рассмотрение иска по существу в Арбитражном суде Башкортостана, который отказал АФК «Система» в присоединении Росимущества в качестве третьей стороны и назначил следующее заседание на 12 июля. При этом суд обязал АФК предоставить доказательства отсутствия убытков от реорганизации «Башнефти» и положительного экономического эффекта от реорганизации, что, как отметили юристы «Системы» в своем протесте, идет вразрез с разъяснением Верховного суда и судебной практикой, согласно которым именно «на истцах лежит „бремя доказывания“ наличия предполагаемой вины ответчика».
6 июля Башкирский суд оставил в силе обеспечительные меры в отношении «Системы», отказав последней во встречном обеспечении по иску «Роснефти», необходимость которого АФК обосновывала тем, что, в соответствии c законодательством сторона, требующая принятия мер обеспечения, должна нести ответственность за возможные убытки, причиненные такими мерами.
В июле 2017 года АФК «Система» объявила о наступлении технического дефолта по кредитным обязательствам на 3,9 млрд рублей. Дефолт был связан с арестом активов компании в рамках судебного разбирательства с «Роснефтью».
23 августа 2017 года Арбитражный суд решил исковые требования удовлетворить частично, взыскать солидарно с ПАО АФК «Система» и АО «Система-Инвест» в пользу ПАО АНК «Башнефть» сумму убытков в размере 136 миллиардов 273 миллиона 554 тысяч 65 рублей. 28 августа АФК «Система» снова объявила о наступлении технического дефолта по кредитным обязательствам на сумму, эквивалентную 8,9 миллиарда рублей.
"Система" оспорила решение суда первой инстанции, заявляя о готовности заключить мировое соглашение, истец называл предложения компании несостоятельными. 7 декабря "Роснефть" и "Башнефть" подали в Арбитражный суд Башкирии еще один иск к АФК "Система", требуя взыскать с нее еще 131,6 млрд рублей (2,2 млрд долларов), под которыми подразумевались дивиденды с 2009 по 2014 годы. 18 декабря 2017 года 18-й апелляционный суда Челябинска оставил без изменения решение первой инстанции по иску "Роснефти", отклонив жалобы обеих компаний. Решение о взыскании 136,3 млрд рублей в пользу "Роснефти" вступило в силу. "Система" обещала выплатить ей деньги, но продолжать оспаривать решение..
21 декабря 2017 года "Роснефть" сообщила о подписании всеми сторонами процесса мирового соглашения, по которому АФК "Система" до 2018 года выплачивает "Роснефти" 100 млрд руб. нанесённых убытков при поддержке РФПИ и Сбербанка. По словам Михаила Леонтьева, меньший размер итоговой суммы объяснялся угрозой банкротства "Системы".

## Позиции сторон
По мнению истцов, реорганизация структуры собственности «Башнефти», проведенная в 2013—2014 гг., привела к «обесцениванию» активов нефтяной компании. Речь идет о «раскольцовке» схемы владения, выделении непрофильных активов, выкупе компанией собственных акций у миноритариев и их последующем погашении. «Роснефть» не оспаривает законность самих этих сделок, но считает, что реорганизация «Системой» своих нефтяных активов в Башкирии была «преднамеренными и целенаправленными действиями по причинению ущерба». Якобы причинённые убытки новый собственник и решил взыскать, но не с «Росимущества», у которого приобрёл актив, а с предыдущего владельца «Башнефти», мотивировав это стремлением «защитить своих акционеров» и вернуть «выведенные активы».
АФК «Система» сочла претензии безосновательными и ответила на них, опубликовав документы и презентации, в которых объяснила, как управляла «Башнефтью» до 2014 года и почему реструктурировала компанию, указав, что ни у одного из истцов нет юридического права на иск, и посоветовав «Роснефти» защищать свои права, которые она считает нарушенными, «путем предъявления исков к продавцу пакета акций».
Деловая газета «Ведомости» в статье «Реконструкция бизнес-прошлого» отмечает, что реструктуризация, которая сейчас вызывает претензии «Роснефти», выглядела логичной: "В глазах рынка реструктуризация выглядела как классическая подготовка компании к размещению на бирже, при котором кольцевая структура собственности и непрофильные активы рассматривались как помеха успешному IPO. Решение о реструктуризации было одобрено акционерами, компания совершила предписываемые ей законом действия по выкупу своих акций. При этом акции «Башнефти» продолжали дорожать (в целом за пять лет, когда «Башнефть» контролировалась «Системой», капитализация компании выросла в 7,8 раза — до 432,4 млрд рублей).
В период с 2009 по 2014 гг., когда Корпорация была мажоритарным акционером ПАО АНК «Башнефть», выручка нефтяной компании выросла в 3 раза с 215 млрд рублей до 637 млрд рублей; добыча нефти выросла на 46 % с 12,23 млн тонн до 17,81 млн тонн; капитализация выросла в 7,8 раз; получен листинг Первого (высшего) уровня на Московской Бирже.

## Влияние на инвестиционный климат
По итогам торгов 3 мая акции АФК «Система» подешевели на 36,92 % по отношению к закрытию предыдущего дня, до 14,06 рублей за одну обыкновенную акцию, капитализация к закрытию биржи 3 мая упала на 79,419 млрд рублей до 135,679 млрд рублей.
По оценке Аналитического кредитного рейтингового агентства (АКРА) резкое снижение акций АФК «Система» на фоне иска «Роснефти» отрицательно сказалось на финансовой стабильности и стало самым стрессовым событием для российской финансовой системы с середины марта, а также первым за несколько лет случаем, не связанным с внешнеэкономическим шоком. Составляемый агентством индекс финансового стресса ACRA FSI, характеризующий близость финансовой системы России к состоянию кризиса, сильно вырос 3 мая 2017 года: на 0,15 п. относительно уровня предыдущего дня
В начале июля 2017 года был зафиксирован рекордный за последние три с половиной года отток иностранных инвестиций из России на фоне их притока в активы других развивающихся стран. В течение четырех месяцев иностранные инвесторы вывели из российских акций более $1,6 млрд. По мнению аналитиков, негативному восприятию российского рынка способствовали, в первую очередь, внутренние риски, которые привели к ухудшению инвестиционного климата в стране, в том числе обострение корпоративного конфликта между «Роснефтью» и АФК «Система»

Большинство экспертов (чиновников, экономистов, юристов, политологов, журналистов), принявших участие в исследовании, посвященном корпоративным конфликтам в российском ТЭК, которое в мае-июне 2017 года провел Центр социального проектирования «Платформа», констатировали, что «конфликт негативно влияет на инвестиционный климат в России», разойдясь лишь в оценках степени этого влияния от значительного по масштабу («усугубляет и без того не лучший инвестклимат») до «незначительное или даже минимальное по масштабу», так как «инвестклимат и так хуже некуда»
В связи с арестом принадлежащих АФК «Система» акций МТС, Медси и БЭСК, в корпорации констатировали, что десятки тысяч ее акционеров и акционеров МТС «в результате иска уже понесли потери на более чем 150 млрд рублей», и это «особенно возмутительно в связи с тем, что судебный процесс касается общеприменимых корпоративных действий, которые осуществлялись открыто и публично еще в 2014 году и никем никогда не оспаривались»
Адвокат Московской городской коллегии адвокатов Алексей Мельников заявил, что процесс «ухудшит и без того неблагоприятный деловой климат в России. Это четкий негативный сигнал бизнесу и инвесторам, которые все больше сомневаются в реальной неприкосновенности собственности в России и наличии нормальной правовой определённости. Те действия, которые считаются правомерными в деловой практике, в рамках данного дела рассматриваются чуть ли не как преступление и гражданско-правовое нарушение. Если иск будет удовлетворен, это позволит открыть ящик Пандоры, спровоцирует множество конфликтов между старыми и новыми собственниками».